# کلاید پرونل
کلاید پرونل (انگلیسی: Clyde Purnell؛ ۱۴ مهٔ ۱۸۷۷ – ۱۴ اوت ۱۹۳۴) یک بازیکن فوتبال اهل بریتانیا بود.